# Stephalia bathyphysa
Stephalia bathyphysa is een hydroïdpoliep uit de familie Rhodaliidae. De poliep komt uit het geslacht Stephalia. Stephalia bathyphysa werd in 1888 voor het eerst wetenschappelijk beschreven door Haeckel. 